# محک‌زده و مطمئن
محک‌زده و مطمئن (انگلیسی: Tried and True) پنجمین آلبوم استودیویی کلی آیکن است که در ۱ ژوئن ۲۰۱۰ منتشر شد. این اثر، نخستین آلبوم کلی آیکن با برچسب دکا رکوردز است. نسخه لوکس شامل دو آهنگ اضافی به اضافه یک لوح فشرده دوم با پشت صحنه‌های ویدیوئی و اجرای زنده است.
این آلبوم در نخستین هفتهٔ انتشار خود ۲۲٬۰۰۰ نسخه فروخت و در رتبه نهم جدول بیلبورد ۲۰۰ و شماره ۲۱ در جدول آلبوم‌های دیجیتال قرار گرفت. در کانادا نیز در رتبه ۵۸ جدول آلبوم‌های کانادایی قرار گرفت که البته پائین‌ترین رتبهٔ «انتشار نخست» در میان آلبوم‌های او در کانادا بود.